# BR Standard Class 7

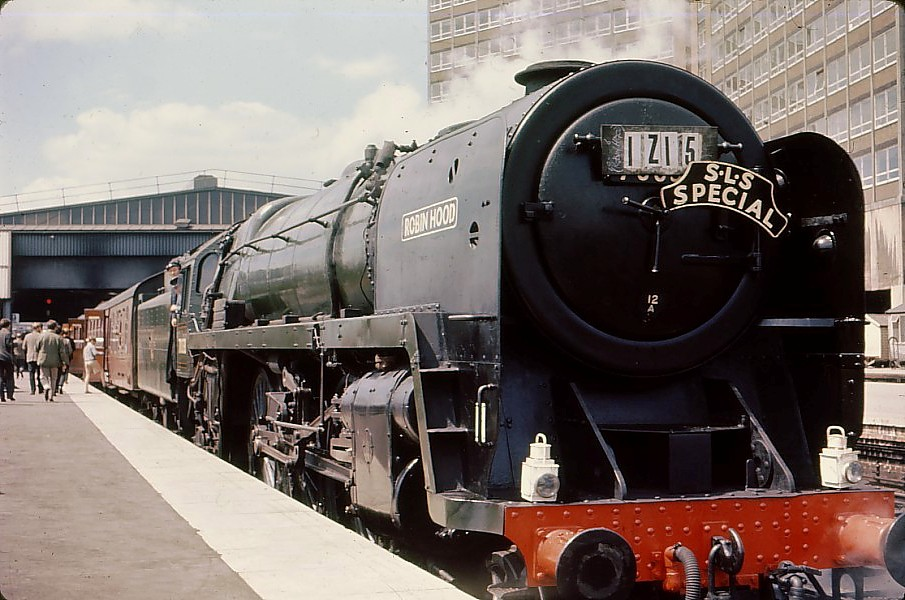
Nr 70038 Robin Hood i Leeds City 1968.

BR Standard Class 7, även känd som Britannia Class, är en klass av 4-6-2 ånglok utformad under Robert Riddles för användning av British Railways för blandad trafik. 4-6-2 innebär att hjularrangemanget var 4 hjul utan drivning, 6 drivhjul och 2 hjul utan drivning.
55 lok tillverkades mellan 1951 och 1954. Designen byggde på resultat från 1948 års lokomotivutbyten som genomfördes innan ytterligare lokklasser konstruerades. Tre partier konstruerades på Crewe Works, före publiceringen av 1955 års moderniseringsplan. De var numrerade 70000–70054.